# 兵庫県道135号村岡竹野線
兵庫県道135号村岡竹野線（ひょうごけんどう135ごう むらおかたけのせん）は、兵庫県美方郡香美町から豊岡市に至る一般県道である。

## 概要
美方郡香美町村岡区萩山から豊岡市竹野町河内（）に至る。

### 路線データ
- 起点：美方郡香美町村岡区萩山（兵庫県道89号村岡小代線交点）
- 終点：豊岡市竹野町河内（河内交差点、国道179号交点）
- 総延長：15.566 km
- 通行不能区間：豊岡市日高町東河内 - 豊岡市竹野町三原

## 歴史
- 1993年（平成5年）5月11日 - 建設省から、県道河内美方線の一部を村岡美方線として主要地方道に指定される[1]。

## 路線状況

### 重複区間
- 国道9号（美方郡香美町村岡区村岡・村岡高校前交差点 - 美方郡香美町村岡区村岡・村岡地域局前交差点）
- 国道482号（美方郡香美町村岡区村岡・村岡地域局前交差点 - 豊岡市日高町東河内）

### 道路施設

#### トンネル
- 蘇武トンネル：延長3,693 m、2003年（平成15年）竣工、美方郡香美町 - 豊岡市（国道482号重複区間内）

## 地理

### 通過する自治体
- 美方郡香美町
- 豊岡市

### 交差する道路
| 交差する道路                                | 市町村名 | 市町村名 | 交差する場所     | 交差する場所       |
| ------------------------------------------- | -------- | -------- | ---------------- | ------------------ |
| 兵庫県道89号村岡小代線                      | 美方郡   | 香美町   | 村岡区萩山       | 起点               |
| 国道9号 重複区間起点                        | 美方郡   | 香美町   | 村岡区村岡       | 村岡高校前交差点   |
| 国道9号 重複区間終点 国道482号 重複区間起点 | 美方郡   | 香美町   | 村岡区村岡       | 村岡地域局前交差点 |
| 兵庫県道258号山田日高線                     | 豊岡市   | 豊岡市   | 日高町水口（）   |                    |
| 国道482号 重複区間終点                      | 豊岡市   | 豊岡市   | 日高町東河内（） |                    |
| 通行不能区間                                |          |          |                  |                    |
| 国道178号                                   | 豊岡市   | 豊岡市   | 竹野町河内（）   | 河内交差点 / 終点  |

### 沿線
- 兵庫県立村岡高等学校
- 香美町立村岡中学校
- 香美町立村岡小学校
- 村岡地域局
- 村岡郵便局